# Kantharajapura, Channarayapatna
Kantharajapura là một làng thuộc tehsil Channarayapatna, huyện Hassan, bang Karnataka, Ấn Độ.